# Орандж (Каліфорнія)
Оріндж (англ. Orange) — місто (англ. city) у США, в окрузі Оріндж в південній частині штату Каліфорнія. Населення — 139 911 особа (2020).

## Географія
Оріндж розташований за координатами 33°48′17″ пн. ш. 117°49′30″ зх. д. / 33.80472° пн. ш. 117.82500° зх. д. (33.804843, -117.824876). За даними Бюро перепису населення США в 2010 році місто мало площу 65,37 км², з яких 64,22 км² — суходіл та 1,15 км² — водойми.

## Демографія
Згідно з переписом 2010 року, у місті мешкало 136 416 осіб у 43 367 домогосподарствах у складі 31 256 родин. Густота населення становила 2087 осіб/км². Було 45111 помешкання (690/км²).
Расовий склад населення:
| - 67,1 % — білих - 11,3 % — азіатів - 1,6 % — чорних або афроамериканців - 0,7 % — корінних американців - 0,3 % — вихідців з тихоокеанських островів - 15,1 % — осіб інших рас |

До двох чи більше рас належало 4,0 %. Частка іспаномовних становила 38,1 % від усіх жителів.
За віковим діапазоном населення розподілялося таким чином: 23,5 % — особи молодші 18 років, 65,8 % — особи у віці 18—64 років, 10,7 % — особи у віці 65 років та старші. Медіана віку мешканця становила 34,8 року. На 100 осіб жіночої статі у місті припадало 101,5 чоловіків; на 100 жінок у віці від 18 років та старших — 99,7 чоловіків також старших 18 років.
Середній дохід на одне домашнє господарство становив 98 609 доларів США (медіана — 78 513), а середній дохід на одну сім'ю — 108 471 долар (медіана — 86 771). Медіана доходів становила 53 818 доларів для чоловіків та 46 396 доларів для жінок. За межею бідності перебувало 13,2 % осіб, у тому числі 19,3 % дітей у віці до 18 років та 8,7 % осіб у віці 65 років та старших.
Цивільне працевлаштоване населення становило 67 914 особи. Основні галузі зайнятості: освіта, охорона здоров'я та соціальна допомога — 21,1 %, науковці, спеціалісти, менеджери — 14,4 %, роздрібна торгівля — 11,7 %, виробництво — 10,4 %.

## Історія
Оріндж було засноване в 1869 році Ендрю Гасселлом та Альфредом Чепменом. В 1888 році поселення отримало статус міста. Аж до 50-х років ХХ сторіччя розвиток Оранджа, як і інших містечок Південної Каліфорнії, тривав повільно. Проте потім близькість Лос-Анджелеса який стрімко розширювався та зручність транспортних шляхів в районі Оранджа викликало справжній будівельний бум, який триває аж до сьогоднішніх днів.

## Міста-побратими
- Тімару

## Персоналії
- Фред Келлі (1891—1974) — американський легкоатлет, який спеціалізувався в бігу з бар'єрами.